# Hassan Rouhani
Hassan Rouhani (Tiếng Ba Tư: حسن روحانی, cũng phiên âm Ruhani, Rohani, Rowhani; Tên khi sinh Hassan Feridon حسن فریدون ngày 12 tháng 11 năm 1948) là một luật sư, chính trị gia và một nhà ngoại giao Iran, và là cựu Tổng thống Iran. Ông là một thành viên của hội đồng chuyên gia từ năm 1999, thành viên của Hội đồng phương tiện từ năm 1991, thành viên của Hội đồng An ninh Quốc gia tối cao từ năm 1989 và Giám đốc Trung tâm Nghiên cứu chiến lược từ năm 1992.
Hassan Rouhani là một giáo sĩ và nhà chính trị Iran. từng là nhà thương thuyết hạt nhân từ năm 2003-2005 dưới thời cựu tổng thống Mohammad Khatami. Trong chiến dịch tranh cử tháng 6 năm 2013, ông đã giành thắng lợi. Rouhani giành được tỉ lệ ủng hộ hơn 50% nên không cần phải tổ chức thêm vòng bỏ phiếu bổ sung. Người về nhì trong cuộc bầu cử là Thị trưởng Tehran Mohammad Baqer Qalibaf (16,56%), ông Saeed Jalili - trưởng đoàn đàm phán hạt nhân hiện tại của Iran - đạt tỉ lệ phiếu bầu cao thứ ba (11,35%).
Rouhani cam kết sẽ đàm phán để thuyết phục phương Tây dỡ bỏ các biện pháp cấm vận đang phá hủy nền kinh tế Iran.